# Amenemhat Szurer
Amenemhat Szurer (ỉmn-m-ḥ3.t swrr) ókori egyiptomi hivatalnok volt az újbirodalmi XVIII. dinasztia idején; III. Amenhotep fő háznagya. Főként nagy méretű thébai sírjából, a TT48-ból ismert.
Családja közeli kapcsolatban állt az uralkodócsaláddal. Apja, Itj-taui Ámon jószágfelügyelője volt, anyja Mut-Tuja „királyi ékszer”. Fivére Szétau, Neith második prófétája. Amenemhat Szurer a „legyezőhordozó a király jobbján” és a „királyi kézművesek elöljárója” címeket viselte, valamint több hivatalt is betöltött a karnaki Ámon-templomban. Kilenc fennmaradt szobrának nagy része ebből a templomból származik. Egy Malkatában talált edény felirata alapján III. Amenhotep 30. uralkodási évében még hivatalban volt. Befejezetlen sírjában pusztítás és névkitörlés nyomai látszanak, ami alapján úgy tűnik, pályafutása kegyvesztettséggel zárult.

## Fordítás
- Ez a szócikk részben vagy egészben  az   Amenemhet Surer című német Wikipédia-szócikk ezen változatának fordításán alapul.  Az eredeti cikk szerkesztőit annak laptörténete sorolja fel. Ez a jelzés csupán a megfogalmazás eredetét és a szerzői jogokat jelzi, nem szolgál a cikkben szereplő információk forrásmegjelöléseként.